# Eli Marie Raasok
Eli Marie Raasok (* 21. November 1996 in Fredrikstad) ist eine norwegische Handballspielerin.

## Karriere

### Im Verein
Eli Marie Raasok spielte zunächst in Norwegen für Oppsal IF. 2015 wechselte sie für zwei Spielzeiten zu Fjellhammer IL und kehrte darauf zurück zu Oppsal. 2020 ging sie nach Dänemark und stand im Kader von Silkeborg-Voel KFUM und nach einer Spielzeit dann bei Randers HK. 2022 kam sie zurück nach Norwegen und steht im Kader von Storhamar Håndball. Mit Storhamar Håndball gewann sie in der Saison 2023/24 die EHF European League, 2024 den norwegischen Pokalwettbewerb und 2025 die norwegische Meisterschaft.

### In Auswahlmannschaften
Mit der norwegischen Jugend-Nationalmannschaft nahm sie an der U17-Europameisterschaft 2013 teil und belegte den 7. Platz. Im Jahr darauf konnten sie bei der U18-Weltmeisterschaft 2014 den 13. Platz belegen. Mit den Juniorinnen nahm sie an der U20-Weltmeisterschaft 2016 teil und belegte den 5. Platz.
Im April 2023 gab sie ihr Debüt für die A-Nationalmannschaft. Sie stand im erweiterten Kader für die Weltmeisterschaft 2023, nahm aber nicht am Turnier teil. Bei der EM 2024 absolvierte sie drei Spiele und wurde mit Norwegen Europameister.